# 1871 en santé et médecine
| Années de la santé et de la médecine : 1868 - 1869 - 1870 - 1871 - 1872 - 1873 - 1874    |
| Décennies de la santé et de la médecine : 1840 - 1850 - 1860 - 1870 - 1880 - 1890 - 1900 |

Cet article présente les faits marquants de l'année 1871 en santé et médecine.

## Événements
Allemagne
- Felix Hoppe-Seyler donne une première explication biochimique des porphyries[1].
- Friedrich Trendelenburg décrit la première trachéotomie réussie sous anesthésie générale[2],[3],[4],[5].

Royaume-Uni
- 21 novembre : le prince de Galles contracte la fièvre typhoïde ; après celle de la reine Victoria durant l’été et l’automne, cette affection provoque un retournement de l’opinion en faveur de la monarchie au Royaume-Uni. Le prince est guéri le 27 février 1872[6].

## Publication
- Friedrich Miescher (1844-1895) publie ses travaux : il isole une substance non protéique et non lipidique qu'il nomme « nucléine », ce qui sera par la suite décrit comme l'acide désoxyribonucléique [7].

## Naissances
- 7 janvier : Thomas Horder (en) (mort en 1955), médecin britannique, médecin in ordinary des rois Édouard VII, George V, George VI et de la reine Élisabeth II.
- 11 janvier : Robert Kienböck (mort en 1953), radiologue autrichien ayant découvert la maladie de Kienböck.
- 10 mars : Édouard Rist (mort en 1956), pneumologue français.
- 1er avril : Friedrich Ernst Krukenberg (mort en 1946), ophtalmologiste allemand.
- 25 avril : Alfonso Splendore (it) (mort en 1953), médecin, bactériologiste et hygiéniste italien.
- 5 juillet : Claus Schilling (mort en 1946), médecin et criminel de guerre allemand.
- 9 juillet : Otto Naegeli (it) (mort en 1938), médecin hématologue suisse.
- 13 octobre : Paul Federn (mort en 1950), médecin et psychanalyste américain d'origine autrichienne, proche de Sigmund Freud.
- 19 octobre : Fedor Dan (mort en 1949), médecin et personnalité politique socialiste russe du parti menchevique.
- 1er novembre : Robert Doerr (de) (mort en 1952), médecin austro-hongrois naturalisé suisse.
- 9 novembre : Florence Rena Sabin (morte en 1953), médecin américaine. Elle est la première femme professeur à la Johns Hopkins School of Medicine, la première élue à l'Académie nationale des sciences aux États-Unis et la première à diriger un département à l'université Rockefeller.
- 29 décembre : Paul Remlinger (en) (mort en 1964), médecin biologiste français.

## Décès
- 1 février : Eugène Joseph Daviers (né en 1815), médecin français
- 14 mars : Felix von Niemeyer (en) (né en 1820), interniste allemand.
- 28 mars : Giovanni Giannini (né en 1793), médecin et botaniste italien.
- 16 avril : Johann Ritter von Oppolzer (en) (né en 1808), médecin autrichien.
- 3 juillet : Julius Milde (né en 1824), médecin et botaniste allemand.
- 4 juillet : Pietro Maestri (it) (né en 1816), médecin, statisticien et patriote italien.
- 5 septembre : Lorenzo Granetti (it) (né en 1801), médecin et écrivain italien.
- 12 septembre : Júlio Dinis (né en 1839), médecin et écrivain portugais.
- 8 octobre : Cesare Castiglioni (it) (né en 1806), médecin italien, fondateur de la Croix-Rouge italienne.
- 27 novembre : Jean-Baptiste Félix Descuret (né en 1795), éditeur scientifique, écrivain et médecin français.